# مقاطعة كين (يوتا)
مقاطعة كين
(بالإنجليزية: Kane County)‏ هي إحدى مقاطعات ولاية يوتا في الولايات المتحدة الأمريكية.